# Vargas & Lagola
Vargas & Lagola sind ein schwedisches Singer-Songwriter-Duo, bestehend aus Vincent Pontare und Salem Al Fakir.

## Karriere
Al Fakir und Pontare arbeiteten schon vor der Gründung des Duos einige Jahre gemeinsam, unter anderem schrieben sie diverse Lieder für Avicii, Axwell Λ Ingrosso, Galantis, Seinabo Sey oder Veronica Maggio. Seit 2016 nutzen sie auch für die Songwriting-Credits den gemeinsamen Namen Vargas & Lagola. Die erste Single Rolling Stone erschien im Januar 2017. Im selben Jahr entschlossen sie sich, als offizielles Featuring auf Aviciis Lied Friend of Mine mitzuwirken. Sie erreichten mit dem auf der EP AVĪCI (01) enthaltenen Song trotz nicht erfolgter Singleauskopplung Platz fünf der schwedischen Musikcharts. Einige ihrer veröffentlichten Lieder sind Akustik- oder Country-Versionen der von ihnen geschriebenen Hits, beispielsweise Sun Is Shining oder More Than You Know von Axwell Λ Ingrosso.
Bei Liveauftritten treten sie in aufwändigen Indianer-ähnlichen Kostümen auf. Erstmals erfolgte dies bereits im Jahr 2015 während Axwell Λ Ingrossos Auftritt beim Coachella-Festival 2015, jedoch noch nicht unter dem gemeinsamen Namen.
Das Duo steht bei Universal Music Sweden unter Vertrag. Seit 2018 wird ihre Musik beim Sublabel Virgin veröffentlicht. Im März 2018 arbeiteten sie gemeinsam mit Avicii an dessen drittem Studioalbum Tim. Nach dessen Tod im April 2018, gehörten Vargas & Lagola zu dem Team, das mit der Fertigstellung des Albums beauftragt wurde. Die zweite Single-Auskopplung trug den Titel Tough Love und wurde von ihnen fertig produziert. Neben Pontare singt auch seine Ehefrau Agnes Carlsson mit. Im Jahr 2019 veröffentlichten sie die beiden Singles Selfish und Since ’99. Das Lied Since 99 war die erste Single-Auskopplung des neuen und ersten Albums von Vargas & Lagola welches The Butterfly Effect heißt. Kurz darauf erschien die zweite Single-Auskopplung des neuen Albums namens Forgot To Be Your Lover.Im Jänner 2020 erschien schließlich mit dem Song Somebody That Understands Me die dritte und letzte Single-Auskopplung des Albums The Butterfly Effect. Am 31. Jänner 2020 erschien schließlich das komplette Album mit den Songs Back To You, Darkest Before The Dawn, Forgot To Be Your Lover, Freedom Dividend, Hurts To Be Hurt, Nothing Changes, One Eternal Being, Pick It Up, Prisoners, Since 99, Somebody That Understands Me. Am 4. September 2020 kam schließlich die erste Single-Auskopplung namens Always für das neue Album Mount Alda heraus.

## Diskografie

### Alben
- 2020: The Butterfly Effect
- 2020: Mount Alda

### Singles
- 2017: Rolling Stone
- 2017: Dolores (The Awakening)
- 2017: As Long As I Have To
- 2017: Sun Is Shining (Band of Gold)
- 2017: More Than You Know (Acoustic) (feat. Agnes)
- 2018: Roads
- 2019: Selfish
- 2019: Since ’99

### Gastbeiträge
- 2018: Friend of Mine (Avicii feat. Vargas & Lagola)
- 2018: Lev nu dö sen (Petter feat. Vargas & Lagola)
- 2019: Tough Love (Avicii feat. Vargas & Lagola & Agnes)

### Remixe
- 2017: NoNoNo – Masterpiece
- 2018: Tsunami – Yung Titties

## Belege
1. ↑  https://www.thelineofbestfit.com/new-music/discovery/vargas-lagola-rolling-stone
2. 1 2 3  Chartquellen: DE AT CH UK SE
3. ↑  Auszeichnungen für Musikverkäufe: SE